# Шербет от боровинки
„Шербет от боровинки“ (на турски: Kızılcık Şerbeti) е турски драматичен телевизионен сериал, продуциран от Gold Film, чийто първи епизод е излъчен на 28 октомври 2022 г., режисиран от Хакан Кървавач и по сценарий на Мелис Дживелек и Зейнеп Гюр. Главните роли се изпълняват от Баръш Кълъч, Еврим Алася, Съла Тюркоглу, Сибел Ташчъоглу, Догукан Гюнгьор и Ахмет Мюмтаз Тайлан.

## Сюжет
Кавълджън е модерна и образована жена със модерни възгледи. Тя е самотна майка, отгледала двете си дъщери Доа и Чимен със свободно мислене. Кавълджъм е строга майка и много държи на образованието. Доа има тайна връзка с Фатих, млад мъж от религиозно и заможно семейство. Тя научава, че е бременна от Фатих. Тогава тя решава да каже за връзката си с Фатих. Кавълджъм решава да опознае приятеля на дъщеря си, като тя не знае за бременността ѝ. Още от първата им среща тя разбира, че той е от религиозно семейство и е против тази връзка. В скандал между Кавълджъм и дъщеря ѝ, Доа признава за бременността си. Кавълджъм е в шок и иска Доа да махне детето. Доа отказва. Тя звъни на Фатих да я вземе. Те отиват в традиционния дом на Фатих, където сключват брак. Дали традиционалисти и модерни ще намерят общ език?

## Актьорски състав
- Баръш Кълъч – Йомер Юнал/Бекир Юнал
- Еврим Алася – Къвълджъм Арслан-Юнал
- Съла Тюркоглу – Доа Коркмаз-Юнал
- Сетар Танръйоген – Абдулах Юнал
- Ахмет Мюмтаз Тайлан – Абдулах Юнал
- Сибел Ташчъоглу – Пембе Юнал
- Догукан Гюнгьор – Фатих Юнал
- Джерен Ялазоглу Каракоч – Нурсема Юнал
- Фатих Гюхан  - Илхами
- Алийе Узунатаган – Сьонмез Арслан
- Мюжде Узман – Алев Арслан
- Селин Тюркмен – Чимен Коркмаз
- Фейза Дживелек – Нилай Юнал
- Емрах Алтънтопрак – Мустафа Юнал
- Рахимджан Капкап – Метехан Юнал
- Йозлем Чакар – Севилай
- Сойдан Сойдаш – Кайхан Коркмаз
- Севим Ердоган – Леман Коркмаз
- Вургун Адалайъ – Юсуф
- Бахтияр Мемили – Зюлкар
- Йозге Йозаджар – Гьоркем Ердем Юнал
- Мурат Ерджанлъ – Ресул Ердем
- Хасан Емре Авджъ – Гьокхан Ердем
- Каан Ташанер – Гирай Шифаджъгил
- Шебнем Бозоклу – Мерием/Мери
- Фърат Челик – Джемал
- Шебнем Дьонмез – Хевес Шифаджъгил
- Сервет Пандур – Асуде
- Батухан Юзгюлеч – Фируз
- Фарах Зейнеп Абдулах – Дилруба
- Ажда Пекан – себе си
- Мерич Кескин – Хамийет
- Орал Йозер – Джан
- Туана Гизем Узунлар – Йелиз
- Ферай Даръджъ – Фатма
- Алара Бозбей – Еджем
- Мурат Тавлъ – Ихсан
- Аслъ Йобекчи – Букет
- Ийт Дикмен – Сердар
- Беркай Акдемир – Ибрахим
- Илкай Акдаглъ – Хамди
- Гюлай Гюр – Санийе
- Ебру Дестан – Хелин
- Айсун Демир Куртулду – Неслихан
- Сема Йозтюрк – Азра
- Кайра Шеноджак – Ертугрул Исламоглу
- Гизем Янък – Михри Исламоглу
- Сенем Шахин – Фазъла Ердем
- Хатидже Дениз – Бегюм
- Ийт Киразджъ – Рюзгяр Йенер
- Серкан Тънмаз – Умут Кърач

## Излъчване в Турция
| Сезон | Сезон | Епизоди | Начало на сезона  | Начало на сезона | Начало на сезона | ТВ сезон    | ТВ канал | Дата и час    |
| ----- | ----- | ------- | ----------------- | ---------------- | ---------------- | ----------- | -------- | ------------- |
|       | 1     | 29      | 28 октомври 2022  | 9 юни 2023       | 1 – 29           | 2022 – 2023 | Show TV  | петък (20:00) |
|       | 2     | 37      | 15 септември 2023 | 7 юни 2024       | 30 – 66          | 2023 – 2024 | Show TV  | петък (20:00) |
|       | 3     | 37      | 13 септември 2024 | 30 май 2025      | 67 – 103         | 2024 – 2025 | Show TV  | петък (20:00) |
|       |       |         |                   |                  |                  |             | Show TV  | петък (20:00) |

## В България
В България сериалът започва да се излъчва на 9 декември 2024 г. по Диема Фемили, всеки делничен ден от 22:00. Ролите се озвучават от Йорданка Илова, Нина Гавазова, Лина Шишкова, Димитър Иванчев, Стефан Сърчаджиев и Светлозар Кокаланов. 
| Сезон | Сезон | Епизоди | Начало на сезона | Край на сезона  | Всички епизоди | ТВ сезон    | ТВ канал     | Дата и час           |
| ----- | ----- | ------- | ---------------- | --------------- | -------------- | ----------- | ------------ | -------------------- |
|       | 1     | 95      | 9 декември 2024  | 18 април 2025   | 1 – 95         | 2024 – 2025 | Диема Фемили | всеки делник (22:00) |
|       | 2     | 119     | 21 април 2025    | 2 октомври 2025 | 96 – 214       | 2025        | Диема Фемили | всеки делник (22:00) |
|       | 3     | 121     | 3 октомври 2025  |                 | 215 – 335      |             |              |                      |